# Belchior Camuanga
Belchior Camuanga (21. kolovoza 1983.) je angolski rukometaš. Nastupa za angolski C.D. Primeiro de Agosto i angolsku reprezentaciju.
Natjecao se na Svjetskom prvenstvu u Francuskoj 2017., gdje je reprezentacija Angole završila na 24. mjestu.